# فلم " خفايا "
خفايا (بالإنجليزية: Khafaya – Secrets) هو فيلم إماراتي درامي أُنتج عام 2008، من تأليف يوسف يعقوب، وإخراج خالد علي. الفيلم من إنتاج قناة الشارقة، ومن تنفيذ أفلام صقر الصحراء، تحت إشراف عام من هاني الشيباني.

## القصة
تدور أحداث الفيلم في إطار درامي نفسي، يستعرض صراعات داخلية يمر بها الأفراد في بيئة اجتماعية تقليدية، من خلال شخصيات تُخفي مشاعرها الحقيقية خلف واجهات من الإنكار والادعاء.

## طاقم التمثيل
- بلال عبدالله[1]
- أشجان
- حاتم صلاح الدين[2]
- عبدالله بن لندن
- عادل الراي
- خالد ذياب
- محمد عبدالرزاق

## الطاقم الفني
- التأليف: يوسف يعقوب
- الإخراج: خالد علي[2]
- المخرج المنفذ: حاتم صلاح الدين[1]
- الإشراف العام: هاني الشيباني
- المنتج المنفذ: أفلام صقر الصحراء
- الموسيقى التصويرية: حاتم صلاح الدين[2]
- مدير التصوير: حسين ميسري

## الإنتاج والعرض
أُنتج الفيلم لصالح قناة الشارقة عام 2008، وتم تنفيذ الإنتاج بواسطة شركة أفلام صقر الصحراء، تحت إشراف عام من هاني الشيباني. وقد عُرض ضمن دورة سهرات درامية على شاشة قناة الشارقة خلال شهر رمضان. وأُتيح لاحقًا للمشاهدة عبر منصة يوتيوب من خلال قناة رسمية.

## الروابط الخارجية
- خفايا – Khafaya على IMDb[2]
- صفحة خفايا على السينما.كوم[1]
- مشاهدة الفيلم على يوتيوب[4]